# COPS7B
COPS7B (англ. COP9 signalosome subunit 7B) – білок, який кодується однойменним геном, розташованим у людей на короткому плечі 2-ї хромосоми.  Довжина поліпептидного ланцюга білка становить 264 амінокислот, а молекулярна маса — 29 622.
| 10         |  | 20         |  | 30         |  | 40         |  | 50         |
| ---------- |  | ---------- |  | ---------- |  | ---------- |  | ---------- |
| MAGEQKPSSN |  | LLEQFILLAK |  | GTSGSALTAL |  | ISQVLEAPGV |  | YVFGELLELA |
| NVQELAEGAN |  | AAYLQLLNLF |  | AYGTYPDYIA |  | NKESLPELST |  | AQQNKLKHLT |
| IVSLASRMKC |  | IPYSVLLKDL |  | EMRNLRELED |  | LIIEAVYTDI |  | IQGKLDQRNQ |
| LLEVDFCIGR |  | DIRKKDINNI |  | VKTLHEWCDG |  | CEAVLLGIEQ |  | QVLRANQYKE |
| NHNRTQQQVE |  | AEVTNIKKTL |  | KATASSSAQE |  | MEQQLAEREC |  | PPHAEQRQPT |
| KKMSKVKGLV |  | SSRH       |  |            |  |            |  |            |

A: Аланін

C: Цистеїн

D: Аспарагінова кислота

E: Глутамінова кислота

F: Фенілаланін

G: Гліцин

H: Гістидин

I: Ізолейцин

K: Лізин

L: Лейцин

M: Метіонін

N: Аспарагін

P: Пролін

Q: Глутамін

R: Аргінін

S: Серин

T: Треонін

V: Валін

W: Триптофан

Кодований геном білок за функцією належить до фосфопротеїнів. 
Задіяний у таких біологічних процесах як ацетиляція, альтернативний сплайсинг. 
Локалізований у цитоплазмі, ядрі.